# Lac Dollard-des-Ormeaux
Le lac Dollard-des-Ormeaux est un lac de barrage située entre Grenville au Québec (Canada) et le barrage de Carillon situé 20 km en aval. Il constitue, avec l’Outaouais, la frontière naturelle entre le Québec et l’Ontario.

## Hydrographie
Le lac Dollard-des-Ormeaux est un lac de barrage sur la rivière des Outaouais. Il prend naissance à la hauteur de Grenville et de Hawkesbury. Il est borné en aval par le barrage de Carillon. Sa longueur est d’approximativement 20 km. Le chenal principal a une profondeur variable qui oscille entre 6 et 30 mètres. Aux abords des berges, la profondeur se maintient à près de 2 mètres jusque tout près du bord. Le point le plus profond du lac est situé en aval de Greece’s Point à 94 mètres.

### Toponymie
Ce lac est né de la construction du barrage de Carillon qui a noyé les rapides du Long-Sault (Grenville), la chute à Blondeau (Chute-à-Blondeau) et les rapides de Carillon, créant un bassin qui a été nommé ainsi en l’honneur du héros de la Nouvelle-France que fut Adam Dollard des Ormeaux. Le nom du lac a été officialisé en 1968 par la Commission de toponymie du Québec.

### Affluents
Son affluent principal est la rivière des Outaouais dont il est un élargissement et qui lui procure l’essentiel de son eau. Rive gauche, du côté québécois du lac, les affluents sont des ruisseaux. Rive droite, du côté ontarien, outre quelques ruisseaux, deux rivières se jettent dans le lac : la rivière Blayney à Hawkesbury et la rivière Petite Rideau en amont de Chute-à-Blondeau.

### Émissaires
Le lac Des-Deux-Montagnes est le seul émissaire du lac Dollard-des-Ormeaux.

### Écluse
Une écluse au canal de Carillon permet aux bateaux de passer du lac Dollard-des-Ormeaux, en amont, au lac Des-Deux-Montagnes, en aval, et vice versa, de la mi-mai à la mi-octobre. La dénivellation entre les deux lacs est de 20 mètres. Une fois cet obstacle franchi, les bateaux se dirigeant vers l’amont peuvent arriver sans encombre jusqu’à Ottawa et Gatineau. À partir de ce point l’accès à la rivière Des-Outaouais est bloqué par les chutes des Chaudières, obstacle naturel de taille. La navigation peut cependant se poursuivre jusqu’aux Grands Lacs grâce au canal Rideau qui permet de rejoindre le lac Ontario à la hauteur de Kingston. En aval, la navigation peut se poursuivre au-delà du lac des Deux-Montagnes grâce à l’écluse de Sainte-Anne-de-Bellevue qui donne accès au lac Saint-Louis, 1 mètre plus bas, et de là au fleuve Saint-Laurent.

### Rives
Le lac Dollard-des-Ormeaux  est borné sur sa rive gauche par la municipalité régionale de comté d’Argenteuil. La route 344 dite « route du Long-Sault » a la particularité d’être souvent en bordure immédiate du lac, donnant au voyageur l’impression d’être sur l’eau. Sur sa rive droite, il est bordé par les villes d’Hawkesbury et Hawkesbury Est et par le Parc provincial Voyageur (Ontario). On retrouve des milieux humides près d’Hawkesbury et dans le parc provincial Voyageur et très peu ailleurs car on a déjà plus de 2 mètres d’eau très près du rivage sur la majeure partie des rives.

## Faune et flore
La châtaigne d’eau est une espèce envahissante de ce lac.

## Ponts et traversiers
- Le pont du Long-Sault joint les deux rives du lac entre Grenville et Hawkesbury.
- Le traversier de Pointe-Fortune-Carillon permet d’atteindre l’autre rive au pied du barrage de Carillon, sur le lac Des-Deux-Montagnes.
- Il n’y a pas de traversier directement sur le lac Dollard-des-Ormeaux.

## Histoire
Le lieu est célèbre pour la bataille de Long-Sault en 1660, lors de laquelle Adam Dollard des Ormeaux et ses malheureux compagnons d’armes furent décimés par une armée supérieure en nombre.

## Activités
- La saison de navigation sur le lac Dollard-des-Ormeaux s’étend de la mi-mai jusqu’à la mi-octobre, coïncidant avec les dates d’ouverture et de fermeture de l’écluse de Carillon.
- Voile
- Pêche à la ligne
- Pêche blanche
- Kitesurf ou planche volante